# 橋本聡 (アナリスト)
橋本 聡（はしもと さとし、1977年 - ）は、日本のアーティスト。アーティスツ・ギルドのメンバー。基礎芸術とアート・ユーザー・カンファレンスにて活動。

## 概要
- 2000年、Bゼミ修了。2004年から2005年まで四谷アートステュディウムに在籍。
- 2008年、ニューヨークのISCP（International Studio & Curatorial Program）に参加。
- 2025年2月12日発売のシンガーソングライター・槇原敬之のベストアルバム『Buppu Label 15th Anniversary Showcase!』のジャケットデザインを担当。

## 個展
- 「橋本 聡 / なくなる」（青山｜目黒、東京、2024年）
- 「国家、骰子、指示、」（Daiwa Foundation Japan House、イギリス、2014年）
- 「私はレオナルド・ダ・ヴィンチでした。魂を売ります。天国を売ります。」（青山｜目黒、東京、2013年）

## グループ展
- 「美しさ、あいまいさ、時と場合に依る」（キュレーター：遠藤水城）
- 「場時盗風：美術館のものを奪う計画」（出張blanClass, @MOTアニュアル「風が吹けば桶屋が儲かる」, 企画：基礎芸術、東京都現代美術館）
- 「遭難展」（キュレーター：CAMP）小金井アートスポット、東京
- 「もっと動きを―振付師としてのアーティスト」（広島市現代美術館、広島、2010年）
- 「Omnilogue: JOURNEY TO THE WEST」（Lalit Kara Academy、ニューデリー、2012年）
- 「VOCA展2014」（上野の森美術館）
- 「MOTアニュアル2016 キセイノセイキ」展（東京都現代美術館）[1]

## パフォーマンス
- 「偽名」（「14の夕べ」、東京国立近代美術館、東京、2012年）